# Бобровка (Алапаєвський міський округ)
Бобро́вка (рос. Бобровка) — присілок у складі Алапаєвського міського округу (Верхня Синячиха) Свердловської області.
Населення — 163 особи (2010, 295 у 2002).
Національний склад населення станом на 2002 рік: росіяни — 97 %.